# マレー蘭印紀行
『マレー蘭印紀行』（マレーらんいんきこう）は、金子光晴（1895年 - 1975年）が1940年（昭和15年）に上梓した紀行文である。

## 本紀行について
金子は、1928年（昭和3年）から1932年（昭和7年）にかけて中国、ヨーロッパ、南洋を放浪した。本紀行は、この放浪のうちの南洋のマレー半島、シンガポール、ジャワ、スマトラでの見聞をもとに書かれたものである。本紀行は、8つの章から構成される。すなわち、「センブロン河」、「バトパハ」、「ペンゲラン」、「スリメダン」、「コーラルンプル」、「シンガポール」、「爪哇（ジャワ）」、「スマトラ」の各章である。金子自身も、「この旅行記に収めたものは、馬来半島ジョホールのゴム園と、スリメダンの石原鉱山を中心としたもので、爪哇、スマトラの旅行記は附録程度に量が少ない。」と述べている。また「旅行記の方法は、自然を中心とし、自然の描写のなかに人事を織込むようにした。」とも述べられている。本紀行で言及される人物には、現地で働くマレー人、華僑を始め、娼家で働く日本人女性までさまざまである。以下、中心となるゴム園と石原鉱山についてみる。ゴム園については、三五公司のゴム園について多くの記述が割かれている。

## 三五公司のゴム園について
本書は、現マレーシア、ジョホール州を流れるセンブロン川を三五公司のモーター船でさかのぼる場面から始まる（本書7ページ）。季節は、雨季の11月である。金子は、「三五公司ゴム栽培第一園の日本人クラブ」に、続いてスリメダンにある「三五公司第二ゴム園の日本人クラブ」にそれぞれ泊っている。第二ゴム園では、（三五公司）創業以来山暮らしというA氏が金子に語る場面もある（本書35ページ）。それによると「三五公司は、ゴム投資のユニバーシチといわれています。ゴム園経営者は、大概、三五公司出身といっていいですからな。三五公司は、はじめペンゲランを開墾しましたが、痩地なので、ここと、センブロンに主力をそそぐことになりました。センブロンが第一園、ここが第二園、ペンゲランが第三園となっています。（中略）三五公司が（日本の）ゴムでは筆頭です。三ケ所で、ほぼ三万エーカーを超えていますからな。三五公司が、そもそも、馬来のゴムに目をつけたのは、たいへん古い話で、清朝の末、澳門へ南清鉄道を敷く計画が第一革命のためだめになったときなのです。」と語っている。
三五公司とは、そもそも、台湾総督府が、いわゆる「対岸経営」の実行機関として1902年（明治35年）愛久澤直哉を首脳者として福建省廈門にて設立させたものである。いわゆる「対岸経営」とは、台湾島内治安維持のためと中国大陸南部地域への影響力をのばすためにおこなった経済活動である。三五公司は、表面上は日本と中国の合弁会社の形態をとっていたが、国家的色彩の強い機関であったとされる。この三五公司の二大事業が、福建省における樟脳の専売事業と、広東省汕頭と同潮州を結ぶ潮汕鉄道（ちょうさんてつどう）経営であった。この三五公司がマレー半島のゴムに目をつけたのは、A氏がのべるように第一革命（辛亥革命）のときよりもさらに古く、愛久澤直哉が1900年に阿片原料調査を嘱託され、インド、南洋に赴いたからであり、また潮汕鉄道の建設を機として東南アジアの有力華僑と接する機会に恵まれたからとの分析がある。1906年（明治39年）シンガポールの対岸ペンゲラン（Pengerang）においてゴム栽培農園を開始した。これは日本人による大規模ゴム農園経営の先駆とされる。このマレー半島ゴム園を経営する頃には三五公司も、国家的性格の強い機関から愛久澤の個人経営の企業に変わっていった。

## 石原三兄弟のスリメダン鉄鉱山について
本書「スリメダン」の章で登場するのが、石原広一郎、石原新三郎らの三兄弟が経営するスリメダン鉄鉱山である。石原三兄弟の一人も、前述三五公司の雇員頭であったと本書にある（107ページ）。石原広一郎は、1918年（大正7年）初めてスリメダンに足を初めて踏み入れ、鉱量、品質その他すべてが経済的経営をなすに有利な条件を備うるものと確信を得た後、1919年（大正8年）8月に当時のジョホール王国に採掘権を出願し、1920年（大正9年）7月にその認可を得た。これがスリメダン鉄鉱山である。ただ元来英国の保護領であった当時のジョホール王国はシンガポールがその門戸であった関係から開港場を持たなかったので採掘した鉱石を輸出する際に問題があった。石原側はイギリス政府及びジョホール王国の国務大臣と再三会見してバトパハを以て開港場とすべく交渉した。ときに第一次世界大戦後の不景気にあたっており、ジョホールも産業不振、失業者続出という状態だったので、1920年末ジョホール国王御前会議でバトパハを開港場となすことに決定した。これが海外において日本人の申請により開港場を新設された嚆矢となったものである。そのような紆余曲折があったが、台湾銀行の融資を得て石原産業の前身である南洋鉱業公司をバトパハにおいて設立し、1921年（大正10年）には、八幡製鉄所に鉄鉱石の供給を開始している。